# Raymond Brownell
Raymond James Brownell, CBE, MC, MM (17 de Maio de 1894 – 12 de abril de 1974) foi um oficial general da Royal Australian Air Force (RAAF) e ás da aviação durante a Primeira Guerra Mundial. Nascido em Hobart, Tasmânia, Brownell alistou-se na Força Imperial Australiana na eclosão da Primeira Guerra Mundial. Ele serviu durante a Campanha de Gallipoli, antes de se transferir para a Frente Ocidental. Condecorado com a Medalha Militar por suas acções durante a Batalha de Pozières, ele foi aceite para uma transferência para o Royal Flying Corps, em 1917. Brownell realizou treino de vôo no Reino Unido. Re-alistado como um segundo-tenente, foi enviado para o serviço operacional na Frente Ocidental em setembro de 1917. Movendo-se com o seu esquadrão para a Itália, ele foi condecorado com a Cruz Militar e creditado com o abate de 12 aeronaves pelo final da guerra. Em 1919 Brownell foi dispensado de serviço e voltou para a Austrália.
Em 1921 voltou para as forças armadas, desta vez para a Royal Australian Air Force; Brownell subiu para Capitão de Grupo até o início da Segunda Guerra Mundial. Estabelecendo uma base da Royal Australian Air Force em Singapura, ele retornou para a Austrália em 1941 como Comodoro do ar e foi nomeado para liderar o Grupo de Treino N.º 1. Ele foi comandante da Área de Comando Ocidental a partir de janeiro de 1943 até julho de 1945, quando ele assumiu o comando do recém-formado Grupo N.º 11 da RAAF em Morotai. Aposentou-se da força aérea em 1947. Morreu em 1974, aos 79 anos; a sua autobiografia foi publicada postumamente.